# Maxim Podoprigora
Maxim Podoprigora (Kiev, Ucrania, 18 de abril de 1978) es un nadador austriaco de origen ucraniano retirado especializado en pruebas de estilo braza larga distancia, donde consiguió ser subcampeón mundial en 2001 en los 200 metros estilo braza.

## Carrera deportiva
En el Campeonato Mundial de Natación de 2001 celebrado en Fukuoka ganó la medalla de plata en los 200 metros estilo braza, con un tiempo de 2:11.09 segundos, tras el estadounidense Brendan Hansen (oro con 2:10.69 segundos) y por delante del japonés Kosuke Kitajima (bronce con 2:11.21 segundos).